# トムキャット・スクリーミング・アウトサイド
『トムキャット・スクリーミング・アウトサイド』（Tomcats Screaming Outside）は、イギリスのミュージシャンで、ティアーズ・フォー・フィアーズのローランド・オーザバルによる最初の（そして現在まで唯一の）ソロ・アルバムである。2001年4月2日にリリースされた。

## 解説
1990年代（バンドメイトであるカート・スミスが脱退した後）、本作が彼自身の名前でリリースされた最初のレコーディングであった。オーザバルがアラン・グリフィスと組んだ最後の作品でもあり、本作のほとんどの曲と、その前のティアーズ・フォー・フィアーズによる2枚のアルバムはオーザバルと共同で作曲されたものであった。アルバムは大規模なリリースはされず、チャートでは奮わなかったが、ドラムンベース、アンビエント・テクノとトリップホップの質感を、ポップな曲づくりで巧妙に融合させているとして、複数の批評家から称賛を得た。Dan Gennoeは、Amazon.comの編集レビューで、「ソロ・アルバムかどうかはともかく、『トムキャット・スクリーミング・アウトサイド』はここ10年で最も素晴らしいティアーズ・フォー・フィアーズのアルバムだ」と述べている。
2000年のインタビューで、オーザバルはアルバムへの影響について次のようにコメントしている。「たどり着きたい場所の絶対的で具体的なビジョンから始め、ドラムンベースやジャングルといった、とても異なったリズム・アプローチでスタートしたんだ。当初の計画とはちがう仕上がりになったけどね」。
アメリカでのアルバム発売（Gold Circle Recordsから）は、アメリカ同時多発テロ事件を経験したのと同日の2001年9月11日にリリースされることになるという不幸な偶然の一致を持っており、ティアーズ・フォー・フィアーズのコアなファン以外にはほとんど告知が行き届かなかった。

## 収録曲
全曲、ローランド・オーザバル、アラン・グリフィス作曲（それ以外は下記参照）
1. チケット・トゥ・ザ・ワールド - "Ticket to the World" – 5:48
2. ロウ・ライフ - "Low Life" – 4:36 (オーザバル)
3. ヒプノカルチャー - "Hypnoculture" – 3:13 (オーザバル)
4. バレッツ・フォー・ブレインズ - "Bullets for Brains" – 4:08
5. フォー・ザ・ラヴ・オブ・ケイン - "For the Love of Cain" – 4:06 (オーザバル)
6. アンダー・イーサー - "Under Ether" – 5:51
7. デイ・バイ・デイ・バイ・デイ・バイ・デイ・バイ・デイ - "Day By Day By Day By Day By Day" – 4:35
8. ダンデライオン - "Dandelion" – 3:03
9. ヘイ・アンディ! - "Hey Andy!" – 4:25 (オーザバル)
10. キル・ラヴ - "Kill Love" – 5:40
11. スノウ・ドロップ - "Snowdrop" – 4:23
12. メイビー・アワ・デイズ・アー・ナンバード - "Maybe Our Days Are Numbered" – 4:47
13. ロウ・ライフ (Supersub Mix) - "Low Life (Supersub Mix)" – 4:58 ※日本盤ボーナストラック
14. ロウ・ライフ (President Who? Mix) - "Low Life (President Who? Mix)" – 4:50 ※日本盤ボーナストラック

## シングル
「Low Life」（ロウ・ライフ）は、アルバムからの最初のシングル（日本未発売）。ヨーロッパ本土では商業的なリリースがされたが、英国でシングルをリリースする計画は土壇場で中止された。「Low Life」はアメリカでもアダルト・オルタナティヴ・ラジオで流された。アルバムからのセカンド・シングルとして「For the Love of Cain」が計画されていたが、ドイツではファースト・シングルがチャートで成功しなかったためキャンセルされた。限定数のコピーだけがオーザバルの公式ウェブサイトを通じて販売された。
- "Low Life" (2001年3月12日)

1. "Low Life" (Album Version) – 4:37
2. "Low Life" (Supersub Mix) – 4:58
3. "Low Life" (President Who? Mix) – 4:50
4. "Low Life" (Radio Edit) – 4:07

- "For the Love of Cain" (2001年8月)

1. "For the Love of Cain (Radio Edit) – 3:33
2. "Day By Day By Day By Day By Day" (Album Version) – 4:35
3. "Low Life" (Album Version) – 4:37
4. "Low Life" (Video) – 4:35

## 参加ミュージシャン
- ローランド・オーザバル (Roland Orzabal) - ギター、キーボード、プログラミング、ボーカル
- アラン・グリフィス (Alan Griffiths) - ギター、キーボード、プログラミング
- デヴィッド・サットン (David Sutton) - ベース
- ニック・ディヴァージリオ (Nick D'Virgilio) - ドラム
- マーク・オドノフュー (Mark O'Donoughue) - エンジニア、ミキシング